# Mouvement alternatif indigène et social
Le Mouvement alternatif indigène et social  ou MAIS, est un parti politique colombien fondé en 2013. C’est l’un des partis qui représente les peuples autochtones au Congrès par l’intermédiaire de la circonscription spéciale pour les peuples autochtones.